# Paria (poloostrov)

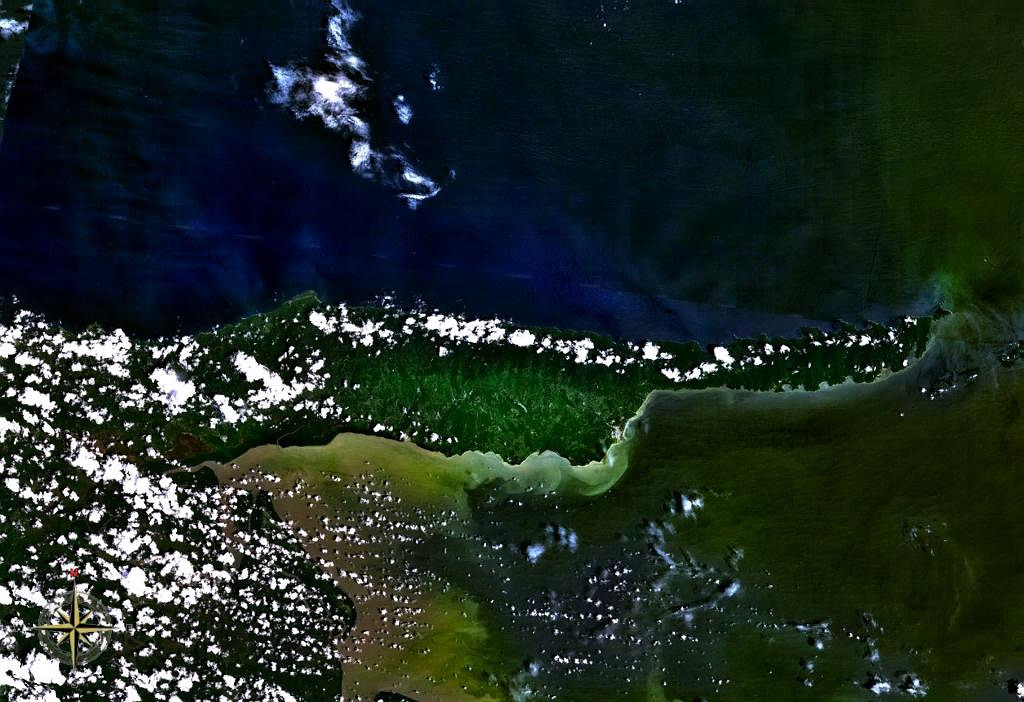
Poloostrov Paria z vesmíru.

Paria či Parijský poloostrov (španělsky Península de Paria) je poloostrov v Karibském moři ve venezuelském státě Sucre. Spolu s ostrovem Trinidad svírá Parijský záliv. Poloostrov je tvořen pobřežními horstvy a podél severního pobřeží byl vyhlášen Národní park Parijský poloostrov rozdělený na dvě oddělené části.